# Budget biluthyrning
Budget Biluthyrning är ett biluthyrningsföretag som hyr ut bilar, lastbilar, bussar, varubilar mm. Företaget grundades i Los Angeles 1958 av Morris Mirkin och dess huvudkontor ligger i Parsippany, New Jersey.
Budget Biluthyrning, med en ursprunglig bilflotta på endast tio bilar, var ett företag som levde upp till namnet ”Budget” genom lägre dygns- och kilometerpriser än de etablerade biluthyrningsfirmorna. 
År 1959 fick Mirkin hjälp av Julius Lederer (make till Ann Landers). På 1960-talet flyttades huvudkontoret till Chicago och företaget började expandera med egna, samt franchise-ägda, uthyrningskontor. Idag har Budget Biluthyrning representation i fler än 120 länder med cirka 3000 uthyrningskontor.
Budget Biluthyrning ägs i Sverige sedan 2006 av Sweden Rent a Car AB. I Sverige finns Budget Biluthyrning på fler än 80 orter, både på flygplatser och centralt i städer.